# Gabriel de Luetz

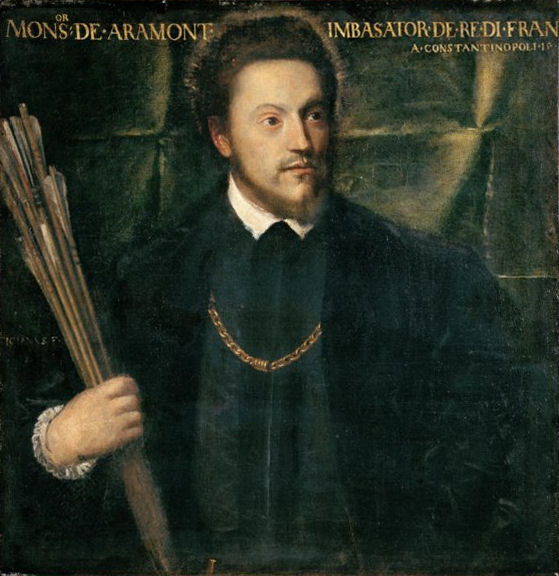
Ritratto dell'ambasciatore alla Sublime porta Gabriel de Luetz d'Aramont, di Tiziano, 1541-1542, olio su tela, 76 x 74 cm.

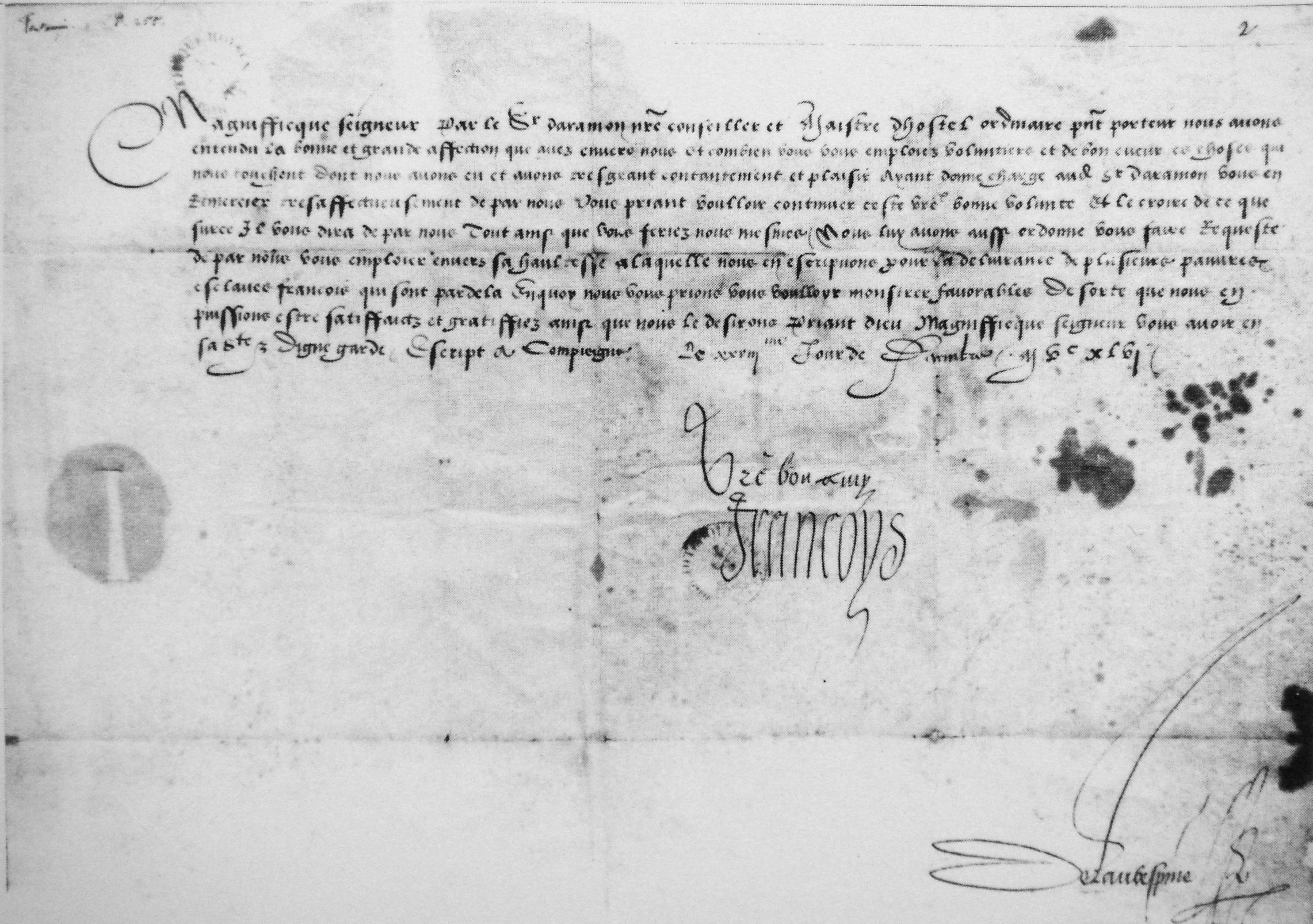
Lettera di Francesco I a Janus Bey, 28 dicembre 1546, recapitata da Gabriel de Luetz d'Aramon. La lettera è controfirmata dal Segretario di Stato Claude de L'Aubespine.

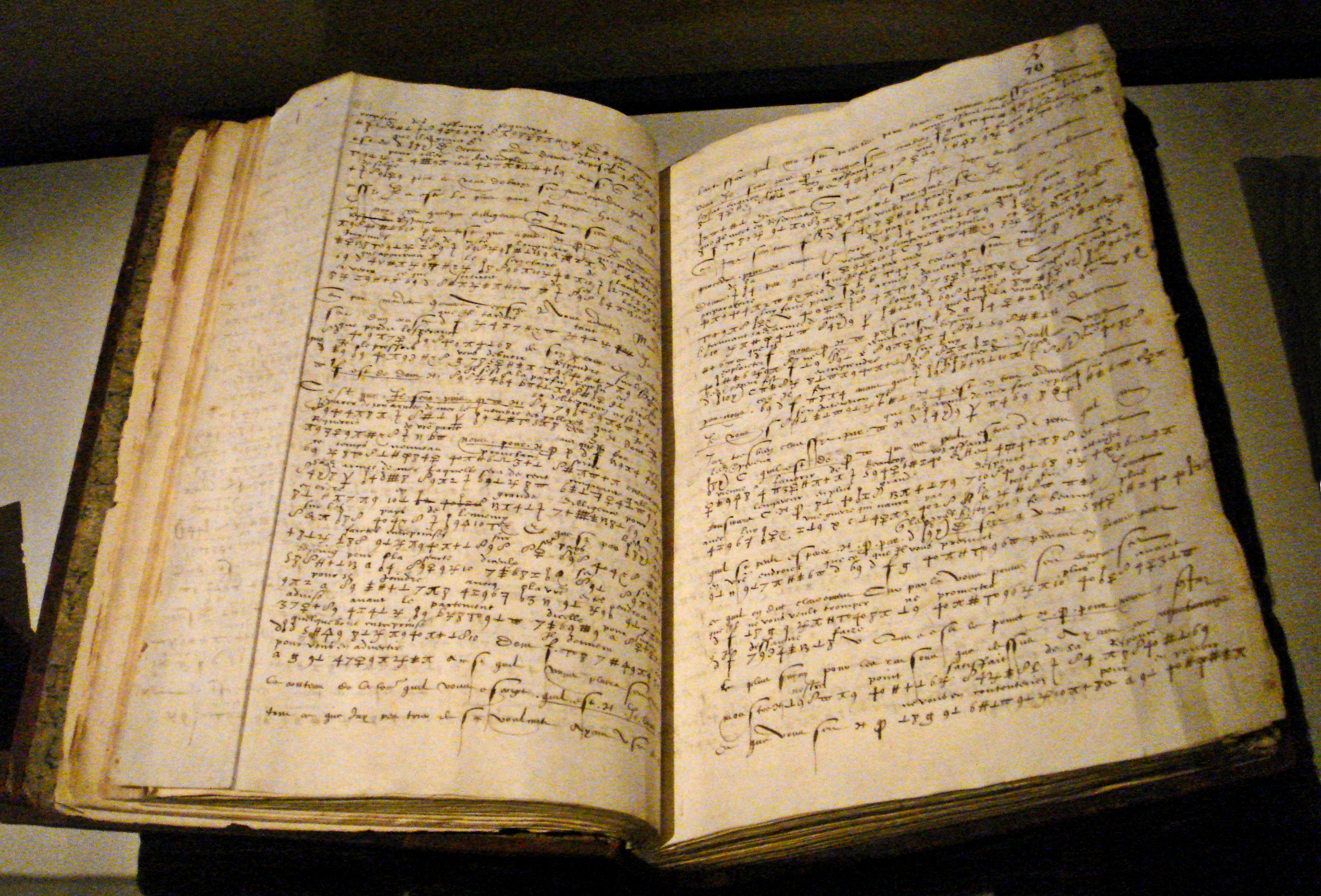
Lettera in codice di Gabriel de Luetz d'Aramon, dopo il 1546, parzialmente decrittata, un interessante esempio di crittografia del XVI secolo.

Gabriel de Luetz, nome completo Gabriel de Luetz, Baron et Seigneur d'Aramon et de Vallabregues, (... – 1553), è stato un diplomatico francese.

## Biografia
Fu ambasciatore del Regno di Francia presso l'Impero ottomano dal 1546 al 1553, prima al servizio di Francesco I, e poi di re Enrico II. Gabriel de Luetz venne accompagnato da un nutrito gruppo di scienziati, Jean de Monluc, il filosofo Guillaume Postel, il botanico Pierre Belon, il naturalista Pierre Gilles d'Albi, il futuro cosmografo André Thévet e il viaggiatore Nicolas de Nicolay che avrebbero pubblicato le loro scoperte al loro ritorno in Francia e contribuito notevolmente, in breve tempo, allo sviluppo della scienza nel loro paese.

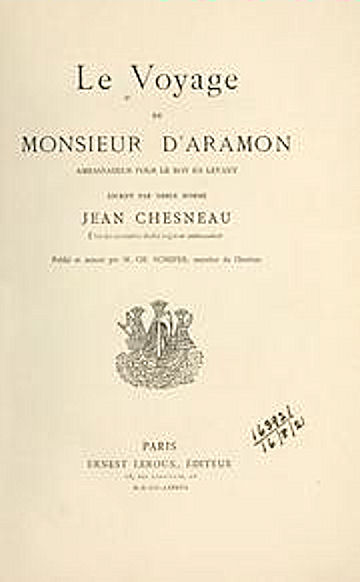
Le Voyage de Monsieur d'Aramon dans le Levant di Jean Chesneau, 1547.

Nel 1547 accompagnò Solimano alla conquista della Persia nella guerra ottomano-safavide, con due dei suoi segretari, Jacques Gassut e Jean Chesneau, e vi sono fonti che scrivono abbia dato consigli al Sultano su alcuni aspetti della campagna. Chesneau scrisse Le Voyage de Monsieur d'Aramon dans le Levant, un interessante resoconto del viaggio di Gabriel de Luetz.
Nel 1551 si unì alla flotta ottomana per partecipare all'assedio di Tripoli, con due galee ed un galiot.
Risulta anche che riuscì a convincere Solimano ad inviare una flotta contro Carlo V, per un'azione combinata franco-ottomana nel 1552. Nel luglio 1552, la flotta razziò Reggio Calabria, devastando 50 chilometri di costa, con Gabriel de Luetz a bordo che comunicò la devastazione in un dispaccio del 22 luglio al re di Francia:
(Gabriel de Luetz al re di Francia.)
Gabriel de Luetz venne sostituito da Michel de Codignac come ambasciatore a Costantinopoli, e poi da Jean Cavenac de la Vigne.

## Rappresentazione nella fiction
Gabriel de Luetz (nella parte di M. d'Aramon, Baron de Luetz) ha un piccolo ma significativo ruolo in Pawn in Frankincense, parte della serie televisiva storica Lymond Chronicles di Dorothy Dunnett, la cui azione si svolgeva parzialmente nella Costantinopoli del 1553.